# Morden im Norden
Morden im Norden ("Delitti al Nord"), originariamente intitolata Heiter bis tödlich: Morden im Norden,  è una serie televisiva tedesca di genere poliziesco, ideata da Marie Reiners e prodotta dal 2012 da Neue Deutsche Filmgesellschaft (NDF) e Norddeutscher Rundfunk (NDR). Interpreti principali sono Sven Martinek, Julia Schäfle, Marie-Luise Schramm, Ingo Naujoks, Veit Stübner, Proschat Madani e Tessa Mittelstaedt.
La serie, trasmessa da Das Erste, si compone 5 stagioni per un totale di oltre 65 episodi, della durata di 45 minuti. Il primo episodio, intitolato Der Marzipanmörder, fu trasmesso in prima visione il 21 febbraio 2012.

## Trama
Il commissario capo Finn Kiesewetter decide di abbandonare la carriera di poliziotto per ritirarsi nella campagna del Brandeburgo, ma, dopo che la sua casa viene completamente distrutta da un incendio, è costretto a tornare sui suoi passi e riprendere il suo vecchio lavoro a Lubecca. 

## Episodi
| Stagione         | Puntate | Prima TV Germania | Prima TV Italia |
| ---------------- | ------- | ----------------- | --------------- |
| Prima stagione   | 16      | 2012              | inedita         |
| Seconda stagione | 16      | 2013              |                 |
| Terza stagione   | 16      | 2014              |                 |
| Quarta stagione  | 16      | 2016              |                 |
| Quarta stagione  |         | 2018              |                 |